# Лелека-молюскоїд індійський
Лелека-молюскоїд індійський (Anastomus oscitans) — вид птахів родини лелекових (Ciconiidae).

## Поширення
Вид поширений в Південній та Південно-Східній Азії. Мешкає на внутрішніх водно-болотних угіддях, уникає відкритих водойм та річок.

## Опис
Один з найменших видів лелек, заввишки до 68 см. У шлюбний період оперення біле з чорними краями крил та хвостом. У позашлюбний період оперення стає брудно-білим. Дзьоб жовтувато-сірий, досить великий та міцний. При закритому дзьобі, між двома його частинами є досить великий проміжок. Ноги червоні.

## Спосіб життя
Мешкає на водоймах, де трапляються прісноводні молюски, які є основою раціону птаха. Також живиться наземними равликами, жабами, раками, рибою, хробаками та великими комахами. Розмножується наприкінці сезону дощів (протягом липня-вересня на півночі Індії та у Непалі і листопада-березня на півдні Індії та у Шрі-Ланці). Гніздиться невеликими колоніями на деревах. Гніздо будується з гілок та очерету, і має приблизно 50 см завширшки. У гнізді 2–4 білих яйця. Інкубація триває 25–30 днів.